# Inwestycje samorządu gminnego
Inwestycje samorządu gminnego – całość wydatków inwestycyjnych podejmowanych przez organy samorządu gminnego mających na celu powiększenie jej majątku, a przy tym jej rozwój społeczny i gospodarczy. Gmina dysponując znaczną samodzielnością realizacji zadań posiada również rozległy zasięg wydatkowania środków. Największy zakres swobody posiada ona w przypadku wydatków inwestycyjnych, ponieważ sama decyduje o wyborze kierunku inwestowania w zakresie zadań własnych.
Inwestycje podejmowane przez samorządy są podstawowym czynnikiem rozbudowy lokalnej infrastruktury technicznej i społecznej, a w konsekwencji powiększenia majątku gminy. Z tych właśnie względów wielkość inwestycji traktowana jest jako ważny wskaźnik jej rozwoju i kondycji finansowej. Inwestowanie jest jednak możliwe dopiero po pokryciu przez gminę koniecznych wydatków bieżących. Realny poziom inwestycji, jako wyraz skłonności gmin do inwestowania, jest bardzo silnie skorelowany z dochodami gmin, a zwłaszcza z wysokością dochodów własnych. Wszystkie wydatki, jakie ponosi gmina na wytworzenie lub odtworzenie składników majątku gminy, uważa się za środki, które pozytywnie wpływają na rozwój gminy i sytuację jej mieszkańców. Inwestycje zrealizowane przez gminę mogą generować jej przyszłe dochody, w przypadku inwestycji publicznych bardziej niż korzyści finansowe pożądane są jednak korzyści społeczne i użytkowe. Ich służebny charakter wynika stąd, że zaspokajają podstawowe i codzienne potrzeby ludności, jednostek gospodarczych oraz instytucji zlokalizowanych na terenie gminy. 
Wydatki inwestycyjne gmin oraz ich struktura działowa i rodzajowa są w zasadniczej mierze wypadkową sytuacji dochodowej gminy, jej dynamiki oraz przyjętej przez gminy strategii rozwoju i zagospodarowania przestrzennego, a znaczenie poszczególnych funkcji inwestycji w gminach jest zmienne w czasie i uwarunkowane sytuacją gospodarczą kraju oraz ustawodawstwem dotyczącym samorządów lokalnych. Poniesienie wydatku inwestycyjnego nie powoduje, w odróżnieniu od wydatków bieżących, zmniejszenia zasobów gminy – zmniejszają się zasoby pieniężne gminy, lecz zwiększają się zasoby mienia gminy. Bez wydatków na inwestycje komunalne nie jest możliwy wzrost dobrobytu w gminie.

## Pojęcie inwestycji
1. Dziworska K. określa inwestycje jako kapitał celowo wydatkowany przez inwestora, którego celem jest powiększenie jego korzyści materialnych i niematerialnych[6].
2. Inwestycje to również finansowe zaangażowanie się w jakieś przedsięwzięcie w nadziei uzyskania korzyści. Polega ono na przeznaczeniu zasobów finansowych, nie na konsumpcję, ale w takim zaangażowaniu, od którego oczekuje się w przyszłości określonych korzyści[7].
3. Zgodnie ze słownikiem samorządu terytorialnego pod pojęciem inwestycji rozumie się aktywa nabyte w celu osiągnięcia korzyści ekonomicznych, które wynikają z przyrostu ich wartości, uzyskania z nich przychodów w formie odsetek, udziałów w zyskach lub innych źródeł, w tym również z transakcji handlowej, a w szczególności aktywa finansowe oraz te nieruchomości i wartości niematerialne i prawne, które nie są użytkowane przez jednostkę. Powszechnie rozumie się tu działania, które ukierunkowane są na zwiększenie wartości zasobów materialnych jednostki, związane z nakładami finansowymi, które przeznaczone są na tworzenie, zwiększenie i modernizowanie majątku[8].
4. Walica H. definicje inwestowania rozumie jako strumienie płatności rozpoczynające się wydatkami z nadzieją uzyskania wpływów przewyższających te wydatki w przyszłości, a sam proces inwestowania, oznacza chęć ulokowania kapitału, najczęściej w formie środków pieniężnych, w celu ich uzyskania w przyszłości z nadwyżką[9].